# 화양국지
《화양국지(華陽國志)》는 중국 동진(東晉) 영화(永和) 11년(355년)에 상거(常璩)가 편찬한 화양(華陽) 즉 파(巴), 촉(蜀), 한중(漢中)의 지리지이다. 고대로부터 진나라(晉)까지의 역사가 단편적으로 쓰여있고, 연혁과 산물(産物)의 기록을 전하고 있다. 전 12권. 후한서(後漢書) 장회주석과 삼국지(三國志) 배송지 주석에도 내용이 인용되어 있다.

## 구성
- 권1: 파지(巴志)
- 권2: 한중지(漢中志)
- 권3: 촉지(蜀志)
- 권4: 남중지(南中志)
- 권5: 공손술유이목[1]지(公孫述劉二牧志)
- 권6: 유선주지(劉先主志)
- 권7: 유후주지(劉後主志)
- 권8: 대동지(大同志)
- 권9: 이특웅기수세지(李特雄期壽勢志)[2]
- 권10: 선현사녀총찬론(先賢士女總贊論)
- 권11: 후현지(後賢志)
- 권12: 서지(序志)

## 간본 및 교정본
기록에 남아 있는 최고의 간행본은 송나라 원풍(元豊) 원년의 것이지만 현존하지 않는다. 현재의 교정본으로는 1987년에 임내강(任乃強)의 화양국지교보도주(華陽國志校補圖注)가 출판되었고, 주석에도 충실하여 넓게 유통되었다.

## 평가
홍양길(洪亮吉)은 《화양국지》를 《월절서(越絶書)》와 더불어 중국에 현존하는 가장 오래 된 지리지로 손꼽았다. 파지, 한중지, 촉지에 기재되어 있는 고대의 파, 촉의 지방에 대한 자세한 기술은, 황하 문명 중심 사관 시대에는 이러한 문헌은 상상의 산물이라고 생각되어 왔으나, 현재는 싼싱두이 유적의 발견 등으로 이 책이 상당 부분 사실에 입각하여 서술된 것으로 여겨지고 있다.

## 한국어 번역
- 이은상·임승권 옮김, 《화양국지》(전 2권), 소명출판, 2023년 1월 31일